# 绣线梅
绣线梅（学名：Neillia thyrsiflora），又叫复序南梨，为蔷薇科绣线梅属下的一个种。分布于中国大陆云南西北部、印度、缅甸、尼泊尔、不丹、印度尼西亚。生长在海拔1000-3000米的山地丛林中。

## 变种
绣线梅毛果变种（N. thyrsiflora var. tunkinensis），分布于中国大陆云南、贵州、广西、四川、西藏等省及印度、缅甸、越南、印度尼西亚。生长在海拔1000-2700米的山坡林边或山谷密林中。与原变种的不同之处在于分枝较少，子房全部被柔毛。